# Chlorochroa granulosa
Chlorochroa granulosa är en insektsart som först beskrevs av Philip Reese Uhler 1872.  Chlorochroa granulosa ingår i släktet Chlorochroa och familjen bärfisar. Inga underarter finns listade i Catalogue of Life.